# Nippon Professional Baseball 2011
La stagione 2011 della Nippon Professional Baseball (NPB) è iniziata il 12 aprile 2011, in ritardo di 15 giorni a causa degli effetti del terremoto e maremoto del Tōhoku del 2011, ed è terminata il 20 novembre 2011.
Le Japan Series sono state vinte per la quinta volta dai Fukuoka SoftBank Hawks, che si sono imposti sui Chunichi Dragons per 4 partite a 3.

## Regular season

### Central League
| Squadra               | Partite | Vittorie | Sconfitte | Pareggi | Perc. | GB   |
| --------------------- | ------- | -------- | --------- | ------- | ----- | ---- |
| Chunichi Dragons      | 144     | 75       | 59        | 10      | .560  | —    |
| Tokyo Yakult Swallows | 144     | 70       | 59        | 15      | .543  | 2.5  |
| Yomiuri Giants        | 144     | 71       | 62        | 11      | .534  | 3.5  |
| Hanshin Tigers        | 144     | 68       | 70        | 6       | .493  | 9.0  |
| Hiroshima Toyo Carp   | 144     | 60       | 76        | 8       | .441  | 16.0 |
| Yokohama BayStars     | 144     | 47       | 86        | 11      | .353  | 27.5 |

### Pacific League
| Squadra                      | Partite | Vittorie | Sconfitte | Pareggi | Perc. | GB   |
| ---------------------------- | ------- | -------- | --------- | ------- | ----- | ---- |
| Fukuoka SoftBank Hawks       | 144     | 88       | 46        | 10      | .657  | —    |
| Hokkaido Nippon-Ham Fighters | 144     | 72       | 65        | 7       | .526  | 17.5 |
| Saitama Seibu Lions          | 144     | 68       | 67        | 9       | .504  | 20.5 |
| Orix Buffaloes               | 144     | 69       | 68        | 7       | .504  | 20.5 |
| Tohoku Rakuten Golden Eagles | 144     | 66       | 71        | 7       | .482  | 23.5 |
| Chiba Lotte Marines          | 144     | 54       | 79        | 11      | .406  | 33.5 |

|  | 1º della regular season e qualificato alle finali delle Climax Series |
|  | Qualificati alle semifinali delle Climax Series                       |

## All-Star Game
| Gare | Data | Vincitore | Punteggio | Ospite                                         | MVP                                               | Lanciatore Vincente                                | Lanciatore Perdente                              |
| ---- | ---- | --------- | --------- | ---------------------------------------------- | ------------------------------------------------- | -------------------------------------------------- | ------------------------------------------------ |
| 1    | 22/7 | Central   | 9-4       | Nagoya Dome in Higashi-ku, Nagoya              | Kazuhiro Hatakeyama, Tokyo Yakult Swallows (CL)   | Shun Yamaguchi, Yokohama BayStars (CL)             | Masaru Takeda, Hokkaido Nippon-Ham Fighters (PL) |
| 2    | 23/7 | Pacific   | 4-3       | Chiba Marine Stadium in Mihama-ku, Chiba       | Takeya Nakamura, Saitama Seibu Lions (PL)         | Yuki Karakawa, Chiba Lotte Marines (PL)            | Shohei Tateyama, Tokyo Yakult Swallows (CL)      |
| 3    | 24/7 | Pacific   | 5-0       | Miyagi Baseball Stadium in Miyagino-ku, Sendai | Atsunori Inaba, Hokkaido Nippon-Ham Fighters (PL) | Masahiro Tanaka, Tohoku Rakuten Golden Eagles (PL) | Yoshinori Sato, Tokyo Yakult Swallows (CL)       |

## Post season
|  | Climax Series - semifinali | Climax Series - semifinali   | Climax Series - semifinali |                        |                  | Climax Series - finali | Climax Series - finali | Climax Series - finali |  |  | Japan Series | Japan Series | Japan Series |  |
|  |                            |                              |                            |                        |                  |                        |                        |                        |  |  |              |              |              |  |
|  |                            |                              |                            |                        |                  | C1                     | Chunichi Dragons       | 4                      |  |  |              |              |              |  |
|  |                            |                              |                            |                        |                  | C1                     | Chunichi Dragons       | 4                      |  |  |              |              |              |  |
|  |                            |                              |                            | Tokyo Yakult Swallows  | 2                |                        |                        |                        |  |  |              |              |              |  |
|  | C2                         | Tokyo Yakult Swallows        | 2                          | Tokyo Yakult Swallows  | 2                |                        |                        |                        |  |  |              |              |              |  |
|  | C2                         | Tokyo Yakult Swallows        | 2                          |                        |                  |                        |                        |                        |  |  |              |              |              |  |
|  | C3                         | Yomiuri Giants               | 1                          |                        |                  |                        |                        |                        |  |  |              |              |              |  |
|  | C3                         | Yomiuri Giants               | 1                          |                        | Chunichi Dragons | Chunichi Dragons       | 3                      |                        |  |  |              |              |              |  |
|  |                            |                              |                            |                        |                  |                        |                        |                        |  |  |              |              |              |  |
|  |                            |                              | Fukuoka SoftBank Hawks     | Fukuoka SoftBank Hawks | 4                |                        |                        |                        |  |  |              |              |              |  |
|  |                            |                              |                            | Fukuoka SoftBank Hawks | 4                |                        |                        |                        |  |  |              |              |              |  |
|  |                            |                              |                            |                        |                  |                        |                        |                        |  |  |              |              |              |  |
|  |                            |                              |                            |                        |                  |                        |                        |                        |  |  |              |              |              |  |
|  |                            | P1                           | Fukuoka SoftBank Hawks     | 4                      |                  |                        |                        |                        |  |  |              |              |              |  |
|  |                            |                              |                            | 4                      |                  |                        |                        |                        |  |  |              |              |              |  |
|  |                            |                              |                            | Saitama Seibu Lions    | 0                |                        |                        |                        |  |  |              |              |              |  |
|  | P2                         | Hokkaido Nippon-Ham Fighters | 0                          | Saitama Seibu Lions    | 0                |                        |                        |                        |  |  |              |              |              |  |
|  | P2                         | Hokkaido Nippon-Ham Fighters | 0                          |                        |                  |                        |                        |                        |  |  |              |              |              |  |
|  | P3                         | Saitama Seibu Lions          | 2                          |                        |                  |                        |                        |                        |  |  |              |              |              |  |

## Campioni
| Japan Series 2011 Fukuoka SoftBank Hawks Quinto titolo ※Fukuoka SoftBank Hawks qualificati per le 2011 Asia Series. |

## Premi
- Miglior giocatore della stagione

|    | Giocatore        | Squadra                |
| -- | ---------------- | ---------------------- |
| CL | Takuya Asao      | Chunichi Dragons       |
| PL | Seiichi Uchikawa | Fukuoka SoftBank Hawks |

- Rookie dell'anno

|    | Giocatore         | Squadra             |
| -- | ----------------- | ------------------- |
| CL | Hirokazu Sawamura | Yomiuri Giants      |
| PL | Kazuhisa Makita   | Saitama Seibu Lions |

- Miglior giocatore delle Japan Series

| Giocatore     | Squadra                |
| ------------- | ---------------------- |
| Hiroki Kokubo | Fukuoka SoftBank Hawks |